# Philomène Ferrer Galceran
Pour les articles homonymes, voir Galceran.
Philomène Ferrer Galceran (Móra d'Ebre, 3 avril 1841 - Valls, 13 août 1868) est une religieuse espagnole de l'ordre des Minimes initiatrice du premier temple expiatoire dédié au Sacré-Cœur de Jésus et reconnue vénérable par l'Église catholique.

## Biographie
Elle naît à Móra d'Ebre en 1841, fille du sculpteur Félix Ferrer et Josefa Galcerán, ils auront dix enfants dont cinq mourront dans diverses épidémies de choléra. Philomène reçoit une éducation profondément catholique, l'un de ses frères, Félix Ferrer Galceran (ca), sera sculpteur comme son père, un autre deviendra prêtre, et une de ses sœurs sera religieuse. Elle passe une partie de son enfance malade. Vers treize ans, elle a une extase lors de sa première communion où le mystère de l'Immaculée Conception lui est révélé, sous cette expérience, elle prononce un vœu de virginité.
Elle manifeste alors son désir de se consacrer à Dieu dans un couvent dédié à l'Immaculée Conception mais ses parents s'opposent fortement à cette vocation à cause de la mauvaise santé de leur fille. Malgré ses difficultés, elle entre au monastère de l'Immaculée Conception de Valls le 29 janvier 1860 à 19 ans prenant le nom de Philomène de sainte Colombe. Bientôt, la communauté des sœurs la décrit comme un modèle de vertu ; elle occupe les postes de professeur de chant, d'aide lingère, d'économe et de deuxième infirmière. Elle déclare recevoir des confidentes du Sacré-Cœur et particulièrement la demande de fondation d'un monastère de minimes à Móra d'Ebre avec un temple expiatoire dédié au Sacré-Cœur de Jésus. Elle écrit à l'évêque de Tortosa et au prieur de Móra d'Ebre pour y collaborer. Elle œuvre beaucoup à la diffusion de cette dévotion, en particulier dans la communauté elle-même et parmi les prêtres, auxquels elle conseille fortement de se consacrer au Cœur Divin.
Elle s'offre comme victime pour l'Église, pour le pape et le respect fidèle de la règle de la communauté elle-même. Elle décède le 13 août 1868 à l'âge de 27 ans. À sa mort, elle jouit d'une grande renommée de sainteté à l'intérieur et à l'extérieur du couvent de Valls. En 1972, les restes de Philomène sont transférés du cimetière municipal de Valls à l'église du monastère où ils sont actuellement conservés.
La fondation du couvent de Móra d'Ebre est réalisée 26 ans après la mort de Philomène comme elle l'aurait prédit. Sa sœur, Manuela, également religieuse, poursuit la fondation principalement financée par des dons populaires. La première pierre est posée le 18 novembre 1883 et le monastère inauguré le 5 octobre 1894 lorsque sept religieuses y entre. Le 5 juin 1925, le temple annexe est inauguré, le premier temple expiatoire de toute l'Espagne.
La cause de la béatification de Philomène est introduite en 1880 et le procès envoyé à Rome en 1887. Le pape Léon XIII la proclame vénérable le 10 juin 1891. Le 7 septembre 1989, Jean-Paul II promulgue un décret d'approbation des vertus héroïques de sœur Philomène poursuivant son procès de béatification.